# Governatori di Sassari
Il governatore di Sassari ha costituito la massima carica giuridica, militare e politica del Capo di Logudoro dal XIV al XIX secolo, in qualità di vicario del potere regio dalla dominazione aragonese a quella sabauda.

## Lista dei governatori
| Periodo | Periodo | Nome                                                | Carica                             |
| Inizio  | Fine    | Nome                                                | Carica                             |
| ------- | ------- | --------------------------------------------------- | ---------------------------------- |
| 1323    | 1324    | Guglielmo Moliner                                   | Governatore                        |
| 1324    | 1324    | Gaetano Sanmenat                                    | Governatore                        |
| 1324    | 1326    | Raimondo di Montpavone                              | Governatore                        |
| 1326    | 1327    | Pietro Gilberto                                     | Governatore                        |
| 1327    | 1337    | Raimondo di Montpavone                              | Vicario e castellano               |
| 1337    | 1346    | Raimondo Crecilla                                   | Governatore                        |
| 1346    | 1350    | Pietro Alberto                                      | Governatore                        |
| 1350    | 1354    | Raimondo di Cardona                                 | Governatore                        |
| 1354    | 1355    | Raimondo di Cruillas                                | Governatore                        |
| 1355    | 1356    | Pietro Alberto                                      | Governatore                        |
| 1356    | 1357    | Galzerando Finollero                                | Governatore                        |
| 1357    | 1367    | Bernardo de Guimera                                 | Governatore                        |
| 1367    | 1369    | Pietro Falletti                                     | Governatore                        |
| 1369    | 1371    | Dalmazzo Jordan                                     | Governatore                        |
| 1371    | 1383    | Alberto Cruillas                                    | Governatore                        |
| 1383    | 1390    | Francesco de S. Coloma                              | Governatore                        |
| 1390    | 1410    | Galcerano di Villanova                              | Governatore                        |
| 1410    | 1413    | Raimondo Zatrilla                                   | Governatore                        |
| 1413    | 1415    | Accarto de Muro                                     | Governatore                        |
| 1415    | 1416    | Alberto Zatrilla                                    | Governatore                        |
| 1416    | 1420    | Raimondo Zatrilla                                   | Governatore                        |
| 1420    | 1434    | Raimondo Coldes                                     | Governatore                        |
| 1434    | 1446    | Giovanni Pardo                                      | Governatore                        |
| 1446    | 1449    | Giovanni de Flors (o Hos)                           | Governatore                        |
| 1449    | 1460    | Raimondo Zatrilla                                   | Governatore                        |
| 1460    | 1461    | Antonio de Sena                                     | Governatore                        |
| 1461    | 1468    | Antonio Serra                                       | Governatore                        |
| 1468    | 1482    | Pietro Pujades                                      | Governatore                        |
| 1482    | 1483    | Francesco Giovanni di S. Coloma                     | Governatore                        |
| 1483    | 1483    | Giovanni Gralla                                     | Governatore                        |
| 1483    | 1483    | Giovanni Fabre                                      | facente funzioni                   |
| 1483    | 1485    | Andrea Brura                                        | facente funzioni                   |
| 1485    | 1500    | Giovanni Brure                                      | Governatore                        |
| 1500    | 1506    | Giovanni di Montbuy                                 | Governatore                        |
| 1506    | 1510    | Giovanni Amat (o Giovanni Battista Amat y Aymerich) | Governatore                        |
| 1510    | 1515    | Filippo Boyl                                        | Governatore                        |
| 1515    | 1524    | Pier Giovanni de Camboi                             | Governatore                        |
| 1524    | 1529    | Don Francesco di Sena (o Francesco de Sena)         | Governatore                        |
| 1529    | 1534    | Francesco Giron di Rebolledo                        | Governatore                        |
| 1534    | 1537    | Onofrio Cardona                                     | facente funzioni                   |
| 1537    | 1538    | Francesco Centelles                                 | facente funzioni                   |
| 1538    | 1542    | Diego de Sena                                       | Governatore                        |
| 1542    | 1546    | Giacomo Manca                                       | Governatore                        |
| 1546    | 1552    | Giovanni Cariga                                     | Governatore                        |
| 1552    | 1553    | Blasco Alagon                                       | Governatore                        |
| 1553    | 1554    | Gerardo Zatrillas                                   | Governatore                        |
| 1554    | 1554    | Antioco Bellit                                      | Governatore                        |
| 1554    | 1557    | Giovanni Fabra                                      | Governatore                        |
| 1557    | 1558    | Francesco de Rigno                                  | Governatore                        |
| 1558    | 1559    | Gerardo Zatrillas                                   | Governatore                        |
| 1559    | 1560    | Antioco Bellit                                      | Governatore                        |
| 1560    | 1575    | Francesco de Sena                                   | Governatore                        |
| 1575    | 1578    | Andrea Manca                                        | facente funzioni                   |
| 1578    | 1580    | Antonio Coloma                                      | Governatore                        |
| 1580    | 1591    | Pietro Aymerich                                     | Governatore                        |
| 1591    | 1596    | Francesco de Sena                                   | Governatore                        |
| 1596    | 1611    | Andrea Virde                                        | Governatore                        |
| 1611    | 1613    | Francesco de Sena                                   | Governatore                        |
| 1613    | 1637    | Don Enrico de Sena                                  | Governatore                        |
| 1637    | 1637    | Francesco Ansaldo                                   | Capo giurato facente funzioni      |
| 1637    | 1637    | Francesco Sanatello                                 | facente funzioni                   |
| 1637    | 1637    | Geronimo D'Homides                                  | facente funzioni                   |
| 1637    | 1638    | Francesco Raimondo de Sena                          | Governatore                        |
| 1638    | 1643    | Bernardino di Cervellon                             | Governatore                        |
| 1643    | 1645    | Pietro Moros Molines                                | Governatore                        |
| 1645    | 1649    | Quirico Pilo Ferrali                                | Governatore                        |
| 1649    | 1649    | Francesco de Sena                                   | Governatore                        |
| 1649    | 1649    | Francesco di Villa Padierna                         | Governatore                        |
| 1649    | 1657    | Carlo Avilla                                        | Governatore                        |
| 1657    | 1681    | Francesco Sangiust                                  | Governatore                        |
| 1681    | 1689    | Felice Sangiust                                     | Governatore                        |
| 1689    | 1691    | Raffaele Mortorel                                   | Governatore                        |
| 1691    | 1697    | Paolo Bacallar                                      | Governatore                        |
| 1697    | 1706    | Pietro Amat di Sorso                                | Governatore                        |
| 1706    | 1709    | Vincenzo Bacallar Sanna                             | Governatore                        |
| 1709    | 1709    | Giambattista Cugia                                  | facente funzioni                   |
| 1709    | 1711    | Antonio Manca Gaya                                  | Governatore                        |
| 1711    | 1714    | Ignazio Medrano                                     | Governatore                        |
| 1714    | 1720    | Marchese Benites                                    | Governatore                        |
| 1720    | 1722    | Gio Battista de Lucerna (Conte di Campione)         | Governatore                        |
| 1722    | 1723    | Comm. S. Martino                                    | Reggente                           |
| 1723    | 1733    | Carlo Manuel Carlino                                | Governatore                        |
| 1733    | 1745    | Carlo Francesco Tondut                              | Governatore                        |
| 1745    | 1750    | Cav. Pallavicino                                    | Governatore                        |
| 1750    | 1759    | Bonaventura del Sesto                               | Governatore                        |
| 1759    | 1766    | Tomas Giubert                                       | Governatore                        |
| 1766    | 1769    | Cav. di Costiglione                                 | Governatore                        |
| 1769    | 1772    | Cav. Blonai                                         | Governatore                        |
| 1772    | 1781    | Cav. Allì Maccarani                                 | Governatore                        |
| 1781    | 1782    | Cav. Balbiano                                       | Governatore                        |
| 1782    | 1785    | Cav. Belvedere                                      | Governatore                        |
| 1785    | 1788    | Rovero de Pica                                      | Governatore                        |
| 1788    | 1790    | Cav. Raiberti                                       | Governatore                        |
| 1790    | 1791    | Cav. François Daviet de Foncenex                    | Governatore                        |
| 1791    | 1794    | Cav. Alessandro Merli                               | Governatore                        |
| 1794    | 1796    | Cav. Santucci                                       | Governatore                        |
| 1796    | 1796    | Giovanni Maria Angioy                               | Rappresentante delegato dal viceré |
| 1799    | 1799    | Federico Maria Giuseppe di Savoia                   | Governatore                        |
| 1799    | 1801    | Duca Placido Benedetto di Savoia, conte di Moriana  | Governatore                        |
| 1802    | 1803    | Giuseppe Valentino                                  | Governatore                        |
| 1803    | 1804    | Cav. Giacomo Pes di Villamarina                     | Governatore                        |
| 1804    | 1814    | Giuseppe Thaon                                      | Governatore                        |
| 1814    | 1811    | Cav. del Varax                                      | Governatore                        |
| 1814    | 1818    | Cav. Carlo Cugia                                    | Governatore                        |
| 1818    | 1823    | Antonino Grondona                                   | Governatore                        |
| 1823    | 1826    | Cav. de la Frechere                                 | Governatore                        |
| 1826    | 1831    | Tommaso Grondona                                    | Governatore                        |
| 1831    | ?       | Pietro Crotti di Costigliole                        | Governatore                        |
| ?       | ?       | Avv. Cav. Lodovico Daziani                          | Governatore                        |
| ?       | ?       | Cav. Gaspare De Andreis                             | Governatore                        |
| ?       | ?       | Cav. Cornuti                                        | Governatore                        |
| ?       | 1848    | Barone Giovanni Camossi                             | Governatore                        |